# جورج وود
جورج وود (انگلیسی: George Wood؛ زادهٔ ۲۶ سپتامبر ۱۹۵۲) بازیکن فوتبال اهل اسکاتلند است.

## باشگاهی
از باشگاه‌هایی که در آن بازی کرده‌است می‌توان به باشگاه فوتبال کاردیف سیتی، باشگاه فوتبال آرسنال، باشگاه فوتبال بلکپول، و باشگاه فوتبال اورتون، باشگاه فوتبال کریستال پالاس، باشگاه فوتبال بلکپول، اشاره کرد.

## تیم ملی
وی همچنین در تیم ملی فوتبال اسکاتلند بازی کرده است.